# きんとんまんじゅう
きんとんまんじゅうは、隠元豆の粒あんを用いた饅頭である。栃木県高根沢町の銘菓である。
隠元豆の粒あんを小麦粉の生地で包み蒸してつくる。小豆あんにおいては、こしあんと粒あんが利用されるが、隠元豆の粒あんは特徴的である。一般的に隠元豆のあんはこしあん（白あん）として利用される。白あんに卵をまぜた黄身あんが主に用いられる。
栃木県高根沢町では、宝積寺駅前の朝日屋本店が大正時代から製造販売している。1932年、下野新聞主催の商品二十傑投票において、福助足袋に次いで2位となる。